# Rømskog

Wappen der ehemaligen Kommune

Rømskog war eine norwegische Kommune in der Provinz (Fylke) Østfold. Rømskog ging zum 1. Januar 2020 in die Kommune Aurskog-Høland über. Das frühere Rømskog ist nun Teil des Fylkes Akershus. Rømskog hatte die Kommunennummer 0121 und zuletzt 673 Einwohner.

## Geografie
Die Kommune Rømskog grenzte im Westen und Norden an Aurskog-Høland, im Osten und Südosten an Schweden und im Süden an Marker. Der höchste Punkt der Kommune war die  336 Meter hohe Erhebung Slavasshøgda, die zugleich auch der höchste Punkt von Østfold war.

## Geschichte
Die Kommune Rømskog entstand zum Beginn des Jahres 1902, als es mit damals 492 Einwohnern von Rødenes abgespalten wurde. Rødenes verblieb mit 1378 Einwohnern und ging später in die Kommune Marker über. Zum 1. Januar 2020 wurde Rømskog im Rahmen der landesweiten Kommunalreform Teil von Aurskog-Høland. Aurskog-Høland lag bis Ende 2019 im Gegensatz zu Rømskog nicht in Østfold, sondern im Fylke Akershus und hatte bereits 2016 eine Vereinbarung mit Rømskog zur Zusammenlegung getroffen. Durch die zeitgleich stattfindende Regionalreform in Norwegen ging Aurskog-Høland zum 1. Januar 2020 in das neu gebildete Fylke Viken über. Seit 2024 ist Aurskog-Høland erneut Teil des erneut gebildeten Fylkes Akershus.
Bei der Zusammenlegung von Rømskog und Aurskog-Høland übernahm Aurskog-Høland das Wappen von Rømskog.